# Caecidotea oculata
Caecidotea oculata är en kräftdjursart som beskrevs av J.G. Mackin och Leslie Raymond Hubricht 1940. Caecidotea oculata ingår i släktet Caecidotea och familjen sötvattensgråsuggor. Inga underarter finns listade i Catalogue of Life.